# ATI Technologies
ATI Technologies Inc., comumente chamada de ATI, era uma empresa canadense de tecnologia de semicondutores com sede em Markham, Ontário, especializada no desenvolvimento de unidades de processamento gráfico e chipsets. Fundada em 1985, a empresa foi listada publicamente em 1993 e foi adquirida pela AMD em 2006. Como uma grande empresa de semicondutores sem fabricação ou sem fábrica, a ATI conduziu pesquisa e desenvolvimento internamente e terceirizou a fabricação e montagem de seus produtos. Com o declínio e eventual falência da 3dfx em 2000, a ATI e sua principal rival Nvidia emergiram como os dois players dominantes na indústria de processadores gráficos, eventualmente forçando outros fabricantes a ocuparem papéis de nicho.
A aquisição da ATI em 2006 foi importante para o desenvolvimento estratégico da AMD de sua geração Fusion de processadores de computador, que integrava habilidades gerais de processamento com funções de processamento gráfico dentro de um chip. Desde 2010, os produtos de processador gráfico da AMD deixaram de usar a marca ATI.

## História
Lee Ka Lau, Francis Lau, Benny Lau e Kwok Yuen Ho fundaram a ATI em 1985 como Array Technology Inc. Trabalhando principalmente no campo OEM, a ATI produziu placas gráficas integradas para fabricantes de PC como IBM e Commodore. Em 1987, a ATI se tornou um varejista independente de placas gráficas, lançando as linhas de produtos de placas EGA Wonder e VGA Wonder naquele ano. No início dos anos noventa, eles lançaram produtos capazes de processar gráficos sem CPU: em maio de 1991, o Mach8, em 1992, o Mach32, que oferecia melhor largura de banda de memória e aceleração de GUI. abriu o capital em 1993, com ações listadas na NASDAQ e na Bolsa de Valores de Toronto.

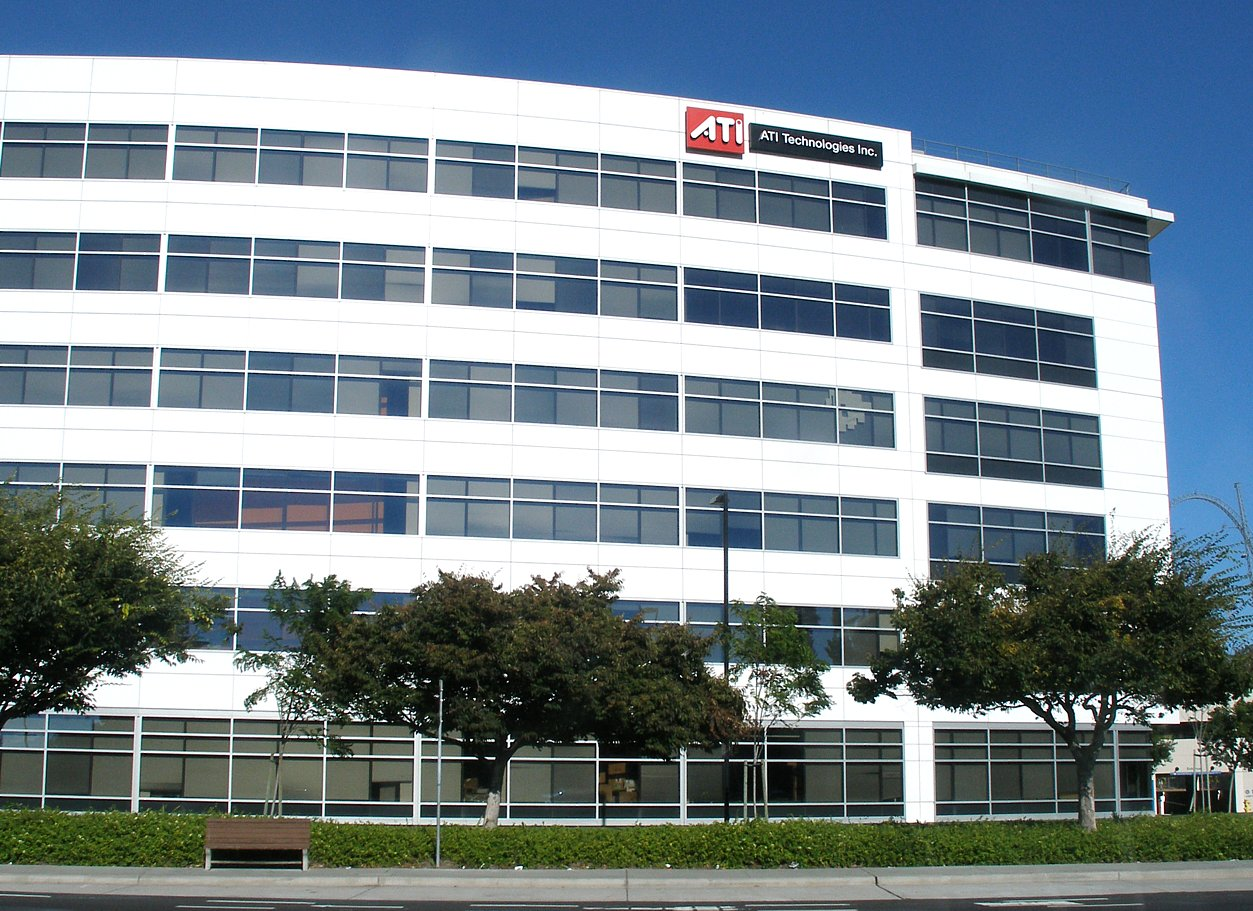
Antigo escritório da ATI no Vale do Silício em 4555 Great America Pkwy, Santa Clara, CA

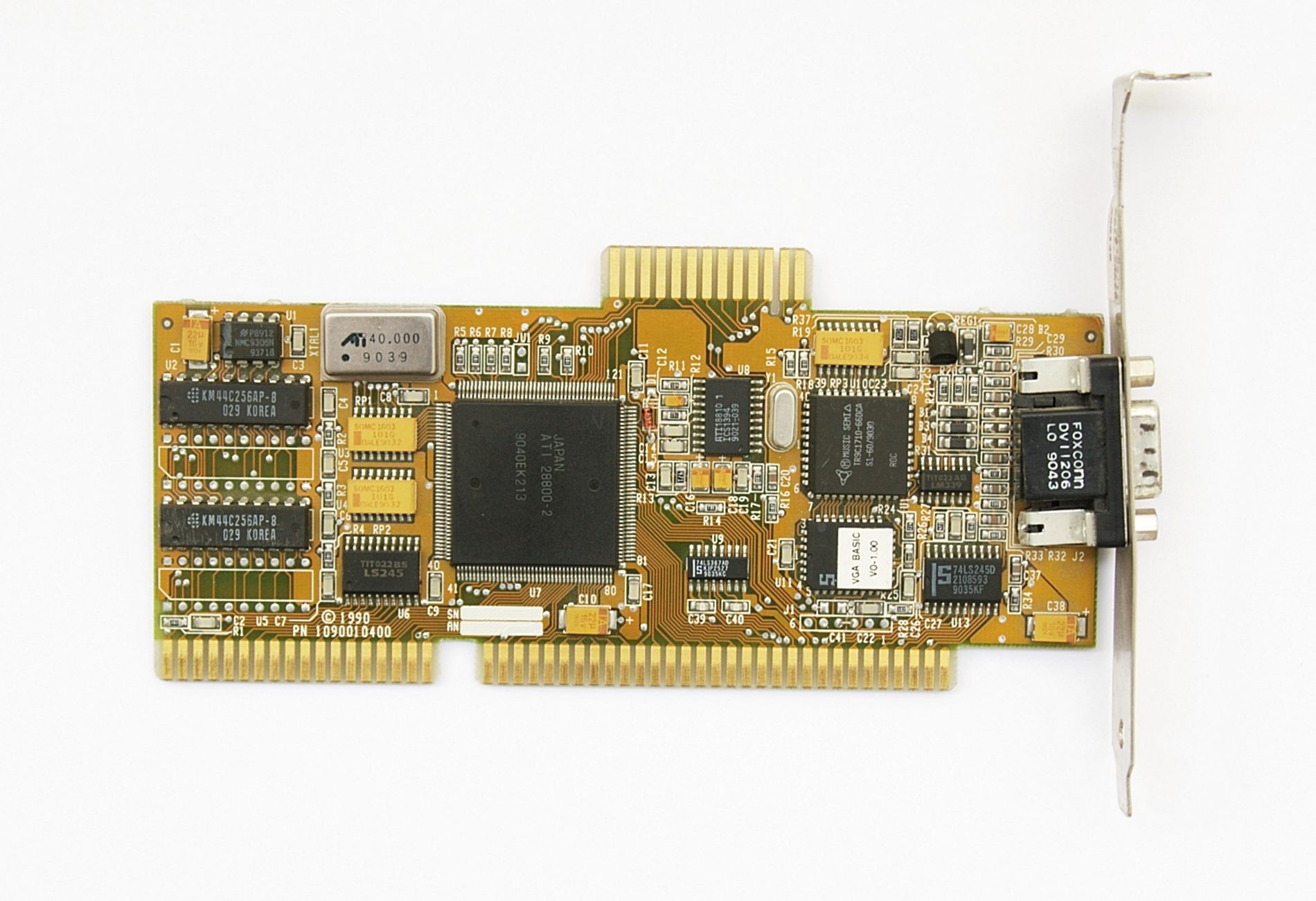
ATI VGA Wonder com 256 KB de RAM

Em 1994, o acelerador Mach64 foi lançado, alimentando o Graphics Xpression e o Graphics Pro Turbo, oferecendo suporte de hardware para conversão de espaço de cores YUV para RGB, além de zoom de hardware; técnicas iniciais de aceleração de vídeo baseada em hardware.
A ATI introduziu sua primeira combinação de acelerador 2D e 3D sob o nome 3D Rage. Este chip foi baseado no Mach 64, mas apresentava aceleração 3D elementar. A linha ATI Rage alimentou quase toda a linha de produtos gráficos da ATI. Em particular, o Rage Pro foi uma das primeiras alternativas 2D mais 3D viáveis ao chipset Voodoo somente 3D da 3dfx. A aceleração 3D na linha Rage avançou da funcionalidade básica do 3D Rage inicial para um acelerador DirectX 6.0 mais avançado em 1999 Rage 128.
A linha de produtos All-in-Wonder, lançada em 1996, foi a primeira combinação de chip gráfico integrado com placa sintonizadora de TV e o primeiro chip que permitiu a exibição de computação gráfica em um aparelho de TV. As placas apresentavam aceleração 3D alimentada pelo 3D Rage II da ATI, desempenho 2D de 64 bits, aceleração de vídeo com qualidade de TV, captura de vídeo analógico, funcionalidade de sintonizador de TV, saída de TV sem cintilação e recepção de áudio de TV estéreo.
A ATI entrou no setor de computação móvel introduzindo aceleração gráfica 3D para laptops em 1996. A linha de produtos Mobility teve que atender a requisitos diferentes daqueles dos PCs desktop, como uso minimizado de energia, produção de calor reduzida, recursos de saída TMDS para telas de laptop e integração maximizada. Em 1997, a ATI adquiriu os ativos gráficos da Tseng Labs, que incluíam 40 engenheiros.
A linha de produtos gráficos Radeon foi lançada em 2000. A unidade de processamento gráfico Radeon inicial oferecia um design totalmente novo com aceleração 3D DirectX 7.0, aceleração de vídeo e aceleração 2D. A tecnologia desenvolvida para uma geração específica de Radeon pode ser construída em vários níveis de recursos e desempenho, a fim de fornecer produtos adequados para toda a gama de mercado, desde versões sofisticadas até econômicas e móveis.
Em 2000, a ATI adquiriu a ArtX, que projetou o chip gráfico Flipper usado no console de videogame GameCube. Eles também criaram uma versão modificada do chip (codinome Hollywood) para o sucessor do GameCube, o Wii. A Microsoft contratou a ATI para projetar o núcleo gráfico (codinome Xenos) para o Xbox 360. Mais tarde, em 2005, a ATI adquiriu a propriedade intelectual de silício do modem a cabo da Terayon, fortalecendo sua liderança no mercado consumidor de televisão digital. K.Y. Ho permaneceu como Presidente do Conselho até se aposentar em novembro de 2005. Dave Orton o substituiu como Presidente e CEO da organização.
Em 24 de julho de 2006, um anúncio conjunto revelou que a AMD iria adquirir a ATI em um negócio avaliado em US$ 5,6 bilhões. A consideração da aquisição foi encerrada em 25 de outubro de 2006, e incluiu mais de US$ 2 bilhões financiados por um empréstimo e 56 milhões de ações da AMD. As operações da ATI tornaram-se parte do AMD Graphics Product Group (GPG),[carece de fontes?] e o CEO da ATI, Dave Orton, tornou-se vice-presidente executivo de negócios visuais e de mídia da AMD até sua renúncia em 2007. O nível superior a gestão foi reorganizada com o Vice-Presidente Sênior e Gerente Geral, e o Vice-Presidente Sênior e Gerente Geral do Consumer Electronics Group, ambos os quais se reportariam ao CEO da AMD.[carece de fontes?] Em 30 de agosto de 2010, John Trikola anunciou que a AMD retiraria a marca ATI para seus chipsets gráficos em favor do nome AMD.

## Produtos
Além de desenvolver GPUs de ponta (originalmente chamadas de VPU, unidade de processamento visual, pela ATI) para PCs e Apple Macs, a ATI também projetou versões embarcadas para laptops (Mobility Radeon), PDAs e telefones celulares (Imageon), placas-mãe integradas (Radeon IGP) e outros.
"Ruby", uma personagem feminina fictícia descrita como uma "mercenária de aluguel", foi criada pela ATI para promover alguns de seus produtos.[carece de fontes?] Vídeos animados por computador produzidos pela RhinoFX sobre Ruby em uma missão (sendo um atirador, sabotador, hacker e assim por diante) apareceram em grandes feiras de tecnologia como CeBIT e CES.

### Chipsets de computação gráfica
- Graphics Solution / "Small Wonder" – Série de placas ISA de 8-bits com compatibilidade MDA, Hercules, CGA e Plantronics Color+ usando o controlador CRT UM6845E da United Microelectronics Corporation (UMC). Versões posteriores adicionaram suporte EGA.
- EGA / VGA Wonder – adaptadores de vídeo IBM "compatíveis com EGA/VGA" (1987)
- Série Mach – Introduziu a primeira GUI 2D "Windows Accelerator" da ATI, à medida que a série evoluiu, a aceleração da GUI melhorou dramaticamente e a acaeleração inicial de vídeo apareceu.
- Série Rage – Os primeiros chips aceleradores 2D e 3D da ATI. A série evoluiu rudimentar com a aceleração GUI 2D e capacidade MPEG-1, para um acelerador Direct3D 6 altamente competitivo com aceleração de DVD (MPEG-2) "melhor da categoria". Os vários chips eram muito populares entre os OEMs da época. O Rage II foi usado na primeira placa de vídeo multifuncional ATI All-in-Wonder, seguido por All-in-Wonders mais avançados baseados nas GPUs da série Rage (1995–2004)
  - Rage Mobility – Projetado para uso em ambientes de baixo consumo de energia, como notebooks. Esses chips eram funcionalmente semelhantes aos de desktop, mas tinham acréscimos como gerenciamento avançado de energia, interfaces LCD e funcionalidade de monitor duplo.
- Série Radeon – A ATI lançou a linha Radeon em 2000, como suas placas aceleradoras complementares 3D para consumidores, sua principal linha de produtos e concorrente direto da GeForce da Nvidia. O Radeon DDR original foi o primeiro acelerador DirectX 7 3D da ATI, introduzindo seu primeiro mecanismo T&L de hardware. A ATI frequentemente produzia versões 'Pro' com velocidades de clock mais altas, e às vezes uma versão 'XT' extrema, e ainda mais recentemente versões 'XT Platinum Edition (PE)' e 'XTX'. A série Radeon foi a base para muitas placas ATI All-In-Wonder.
  - Mobility Radeon – Uma série de versões com otimização de energia de chips gráficos Radeon para uso em laptops. Eles introduziram inovações como chips de RAM modularizados, aceleração de DVD (MPEG2), soquetes para placas GPU de notebook e tecnologia de gerenciamento de energia " PowerPlay ". A AMD anunciou recentemente versões compatíveis com DirectX 11 de seus processadores móveis.[12]
  - ATI CrossFire – Esta tecnologia foi a resposta da ATI à plataforma SLI da NVIDIA. Ele permitiu, usando uma placa de vídeo secundária e uma placa-mãe PCI-E dupla baseada em um chipset compatível com ATI Crossfire, a capacidade de combinar a potência de duas, três ou quatro placas de vídeo para aumentar o desempenho por meio de uma variedade de opções de renderização diferentes. Há uma opção para placa de vídeo PCI-E adicional conectada ao terceiro slot PCI-E para física de jogos, ou outra opção para fazer física na segunda placa de vídeo.[13]
- FireGL/FirePro – Lançado em 2001, após a aquisição da FireGL Graphics da Diamond Multimedia pela ATI. Placa de vídeo CAD/CAM para estação de trabalho, baseada na série Radeon.
- FireMV – Para estações de trabalho, com "multi-view", para múltiplos monitores apenas com aceleração 2D, geralmente baseados em produtos low-end da série Radeon (agora integrados na série FirePro).

Embora a AMD considerasse fortemente tornar a parte funcional dos drivers ATI "código aberto", antes da fusão com a AMD, a ATI não tinha planos de lançar seus drivers gráficos como software livre:

Otimizações proprietárias e patenteadas fazem parte do valor que oferecemos aos nossos clientes e não temos planos de lançar esses drivers para código aberto. Além disso, os elementos multimédia, como a protecção de conteúdos, não devem, pela sua própria natureza, ser autorizados a ser de código aberto.— ATI statement, August 2006 Arquivado em 2015-10-17 no Wayback Machine

### Plataformas e chipsets para computadores pessoais
- IGP 3x0, Mobility Radeon 7000 IGP – os primeiros chipsets da ATI. Inclui um processador gráfico 3D DirectX de 7 níveis.
- 9100 IGP – chipset de sistema de 2ª geração. Ponte sul IXP250. Foi notável por ser o primeiro chipset completo de placa-mãe da ATI, incluindo uma ponte sul construída pela ATI. Incluía um processador gráfico de classe DirectX 8.1 atualizado[15]
- Xpress 200/200P – chipset Athlon 64 e Pentium 4 baseado em PCI Express. Suporta SATA, bem como gráficos integrados com suporte DirectX 9.0, o primeiro chipset gráfico integrado a fazê-lo[16]
- Xpress 3200 – semelhante ao Xpress 200, mas projetado para desempenho ideal do CrossFire.

Além do chipset acima, a ATI fechou um acordo em 2005 com fabricantes de CPU e placas-mãe, especialmente Asus e Intel, para criar soluções gráficas 3D integradas para a linha de placas-mãe da Intel lançadas com sua linha de processadores de desktop baseados em Intel Pentium M, os processadores Intel Core e Intel Core 2, os chipsets D101GGC e D101GGC2 (codinome "Grand County") baseados no chipset Radeon Xpress 200. Entretanto, placas topo de linha com processador gráfico integrado (IGP) ainda usavam processadores gráficos integrados Intel GMA. O acordo com a Intel terminou com a compra da ATI pela AMD em 2006, com a Intel anunciando o chipset SiS IGP (chipset D201GLY, codinome "Little Valley") para plataforma de desktop básica, substituindo os chipsets da série "Grand County".

### Produtos multimídia e TV digital
- All-in-Wonder – Uma série de placas gráficas multimídia que incorporam sintonizador de TV e placas gráficas da família Radeon em uma placa complementar, que, após ser aparentemente descontinuada, foi relançada como All-in-Wonder HD em 26 de junho de 2008.
- Sintonizadores de TV
  - TV Wonder e HDTV Wonder – uma família de chipsets que fornece recepção de vários sinais de TV analógica e digital (PAL, NTSC, ATSC, DVB-T e assim por diante) com tecnologia AVIVO de primeira geração, também suportando tecnologias CableCARD e Clear QAM.
  - Theater – uma família de demoduladores QAM e VSB para ambientes prontos para cabo digital e ATSC.
- Remote Wonder, série de controle remoto sem fio para produtos multimídia ATI. Opera usando radiofrequência, longe das implementações convencionais que usam infravermelho.

### Produtos gráficos de console
- Flipper – O GameCube (codinome "golfinho" durante a produção) contém um acelerador 3D desenvolvido pela ArtX, Inc, empresa adquirida pela ATI durante o desenvolvimento da GPU. Flipper era semelhante em capacidade a um chip acelerador Direct3D 7. Consistia em quatro pipelines de renderização, com T&L de hardware e algum suporte limitado a pixel shader. De forma inovadora, o chip possui 3 MB de 1T-SRAM integradotexturaultrarrápida de baixa latência (6,2 ns) e armazenamento framebuffer/Z-buffer, permitindo largura de banda de 10,4 GB / segundo (extremamente rápido para a época). Flipper foi projetado por membros da equipe do Nintendo 64 Reality Coprocessor que saíram da SGI. A equipe Flipper teve uma participação importante no desenvolvimento da Radeon 9700.
- Xenos – O console de videogame Xbox 360 da Microsoft contém um chip gráfico personalizado produzido pela ATI, conhecido como "R400", "C1", internamente como "Crayola", [18] ou mais frequentemente como Xenos . Alguns desses recursos incluem a DRAM incorporada (eDRAM). O Xenos também apresenta a “True Unified Shader Architecture” que carrega e equilibra dinamicamente o processamento de pixels e vértices em um banco de unidades de processamento com capacidade idêntica. Isso difere muito dos chips gráficos de PC das gerações anteriores, que possuem bancos separados de processadores projetados para suas tarefas individuais (vértice/fragmento). Outro recurso apresentado no Xenos é o mosaico de superfície de hardware para dividir uma superfície em triângulos menores, semelhante ao TruForm em termos de funcionalidade, que é um recurso avançado, pois não é apresentado nem mesmo naespecificação DirectX 10. O núcleo da GPU Radeon R600 de geração recente herdou a maioria dos recursos apresentados no Xenos, exceto eDRAM.
- Hollywood – sucessor de Flipper. Parte do console de jogos na Nintendo, Wii.

### Chipsets portateis
- Imageon – System-on-a-chip (SoC) introduzido em 2002, para trazer gráficos 2D e 3D integrados para dispositivos portáteis, telefones celulares e Tablet PCs. O Imageon 2298 incluía gravação e reprodução com qualidade de DVD, saída de TV e suportava uma câmera de até 12 megapixels, com outra linha de produtos Imageon, a série 2300 com suporte para extensões OpenGL ES 1.1+. A linha Imageon foi rebatizada pela AMD como Adreno e vendida para a Qualcomm em 2009.
- Imageon TV – Anunciado em fevereiro de 2006, permitindo que dispositivos portáteis recebam sinais de TV digital (DVB-H) e permite assistir programas de TV nesses dispositivos, o chipset inclui sintonizador, demodulador, decodificador e uma pilha completa de software, opera junto com o chip Imageon.

Além de produtos completos, a ATI também forneceu componentes gráficos 3D e 2D para outros fornecedores, especificamente os chips SoC da série Qualcomm MSM7000 para dispositivos portáteis e o próxmo Freescale i. MX processors A ATI afirmou em maio de 2006 que havia vendido mais de 100 milhões de 'coprocessadores de mídia para telefones celulares', significativamente mais do que a rival da ATI, NVIDIA, e anunciou em fevereiro de 2007 que a empresa havia enviado um total de 200 milhões de produtos Imageon desde 2003.
Após a aquisição da AMD, a Imageon e a Xilleon foram vendidas para a Qualcomm e a Broadcom, respectivamente.

### Computação de alto desempenho
- ATI Firestream, utilizando o conceito de processamento de fluxo, juntamente com interface de hardware Close to Metal (CTM). Após a aquisição da AMD, foi sucedido pelo AMD FireStream em 2006, rebatizado como AMD Stream Processor até 2012.[23][24]

### Empresas concorrentes
- Nvidia
- Matrox
- 3dfx